# Erik Lundström

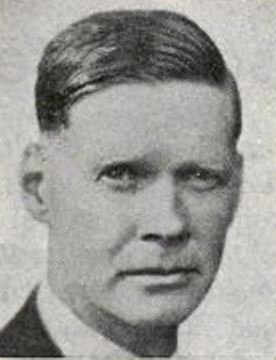
Erik Lundström

Erik Ragnar August Lundström, född 10 september 1891 i Medåkers församling, Västmanlands län, död 10 september 1964 i Oscars församling, Stockholm
, var en svensk elektroingenjör. 
Efter studentexamen i Stockholm 1909 och avgångsexamen från Kungliga Tekniska högskolan 1913 var Lundström anställd vid Asea 1915–16, Elektriska prövningsanstalten 1916–18, vid Elektriska AB Eck 1919–22 och vid Elektriska AB Siemens 1923–26. År 1926 anställdes Lundström åter vid Elektriska prövningsanstalten och efter Carl Rossanders bortgång 1927 inträdde han tillsammans med Christian Beck-Friis i anstaltens ledning. Vid Torsten Holmgrens frånfälle 1934 övertog de båda ledningen och ombildade anstalten till ett aktiebolag, i vilket Lundström var verkställande direktör 1934–54.
Lundström projekterade elektriska anläggningar för bland annat Esselte-huset i Stockholm och Karolinska sjukhuset i Solna. Han utgav tillsammans med Julius Körner och Christian Beck-Friis Elektroteknisk handbok (fem volymer, 1941–51, fjärde upplagan i fyra volymer 1956 tillsammans med Richert von Koch [1912–1983]).